# Sé Nova de Coimbra
A Sé Nova de Coimbra é a Concatedral da Diocese de Coimbra. Foi, até à expulsão dos Jesuítas de Portugal (1759), a igreja do Colégio do Santíssimo Nome de Jesus, um dos muitos colégios universitários de Coimbra. É um templo católico localizado no Largo da Feira na freguesia de Sé Nova, Santa Cruz, Almedina e São Bartolomeu, município de Coimbra, em Portugal.
É a sede da Paróquia da Sé Nova. A par com a Sé Velha de Coimbra, constitui a sede da Diocese de Coimbra.
A Sé Nova de Coimbra está classificada como Monumento Nacional desde 1910.

## História
Próximo da Universidade de Coimbra, o Colégio das Onze Mil Virgens (vulgarmente designado de Sé Nova), é de origem Jesuíta, cujos clérigos se haviam instalado na cidade em 1541. O templo começou a ser construído em 1598, com projeto do arquiteto oficial dos jesuítas de Portugal, Baltazar Álvares, influenciado pela igreja do Mosteiro de São Vicente de Fora em Lisboa. As obras desenvolveram-se com lentidão, e o culto somente se iniciou em 1640, sendo o templo inaugurado apenas em 1698.[carece de fontes?]
Em 1759, os Jesuítas foram banidos de Portugal pelo Marquês de Pombal e, em 1772, a sede episcopal de Coimbra foi transferida da ilustre Catedral de Santa Maria de Coimbra (denominada Sé Velha, por esta ser de origem arquitetonicamente românica), para a mais espaçosa igreja jesuíta somente por este colégio ser maior e poder albergar mais pessoas.[carece de fontes?]

## Características
A fachada da igreja é marcada por fortes e simples linhas e possui quatro estátuas de santos jesuítas. A parte superior da fachada, terminada só no século XVIII, tem decoração barroca e contrasta com as partes inferiores, em estilo maneirista. O interior é de uma só nave abobadada com capelas laterais e transepto com cúpula e lanternim. O transepto e a capela-mor estão decorados com enormes e magníficos retábulos de talha dourada, construídos em finais do século XVII e princípios do século XVIII. As capelas laterais contém vários retábulos maneiristas e barrocos, pelo que a capela lateral direita foi edificada pela família do Dr. Francisco da Fonseca aonde a mesma ostenta o brasão de armas heráldico do mesmo, pelo que se lê "Esta capela é do Doutor Francisco da Fonseca, Lente de leis nesta Universidade de Coimbra, o qual está sepultado. Faleceu aos 30 de Agosto de 1631. Por sua alma se dizem todos os anos 25 missas. Está também nela sepultado sua mulher D. Luisa de Vasconcellos, faleceu a 29 de Agosto de 1661. Tem missa quotidiana e dela deixou seus bens com que se ornou a capela na sua forma que se vê. Ano de 1688". [carece de fontes?]
O cadeiral da capela-mor, do século XVII, foi trazido da ilustrissima Sé Igreja de Santa Maria — Sé Velha, — assim como também a magnífica pia baptismal que se encontra na capela lateral esquerda junto à entrada, esculpida em estilo gótico-manuelino por Pero e Felipe Henriques no início do século XVI.[carece de fontes?]
É seu Reitor atual o Reverendo Vigário Episcopal, Cónego Sertório Baptista Martins.[carece de fontes?]

## Galeria de imagens

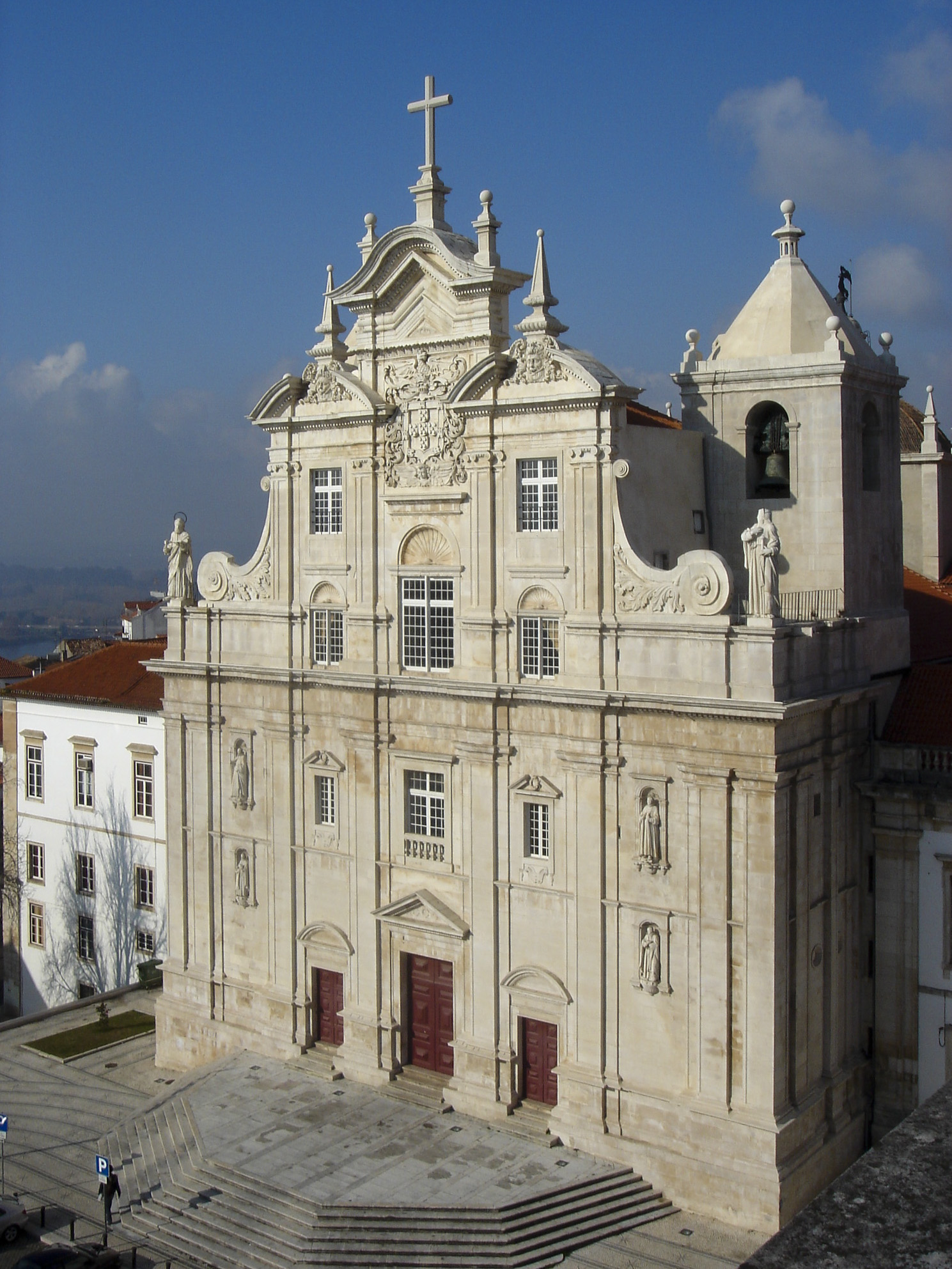
Fachada principal
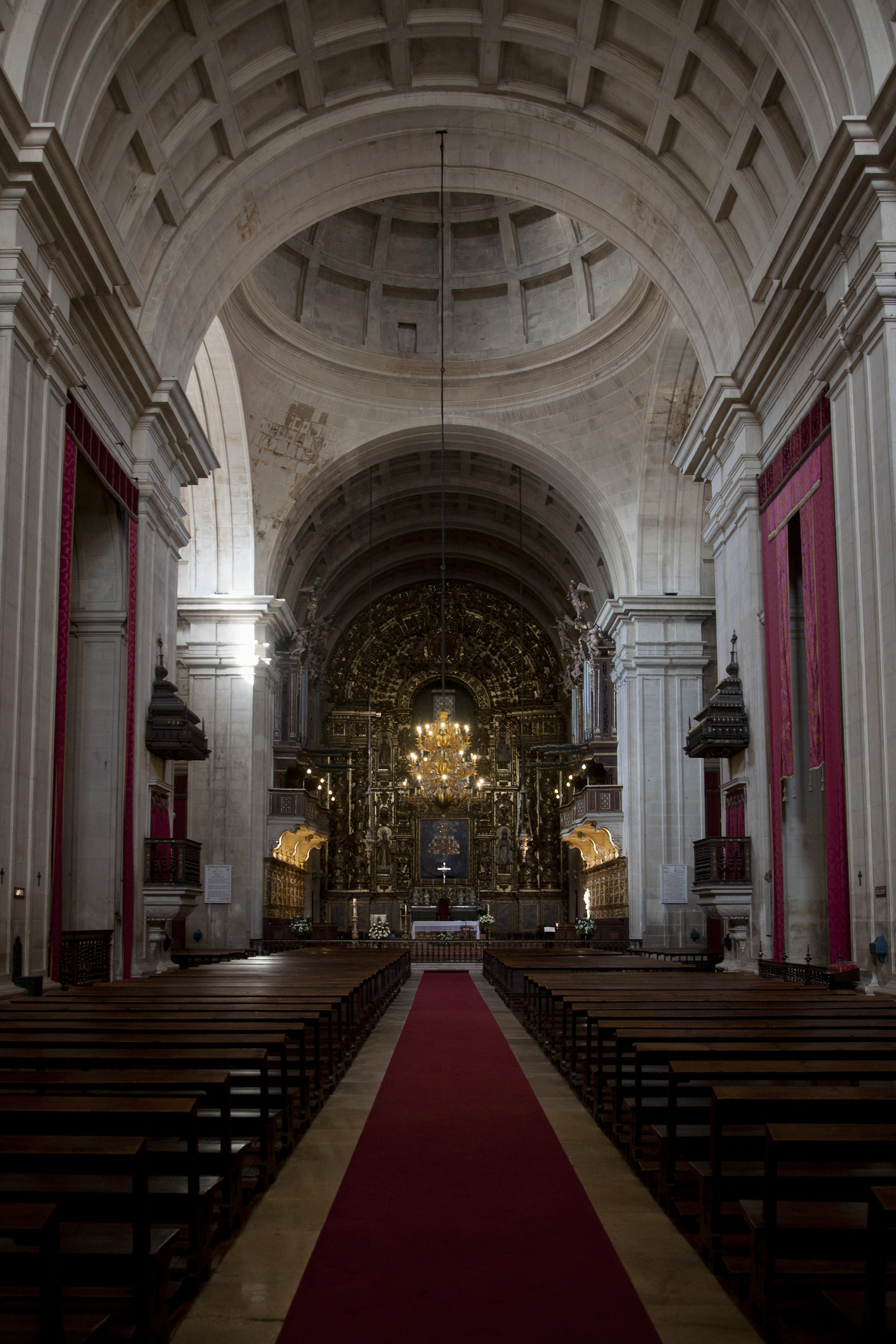
Vista interior da nave
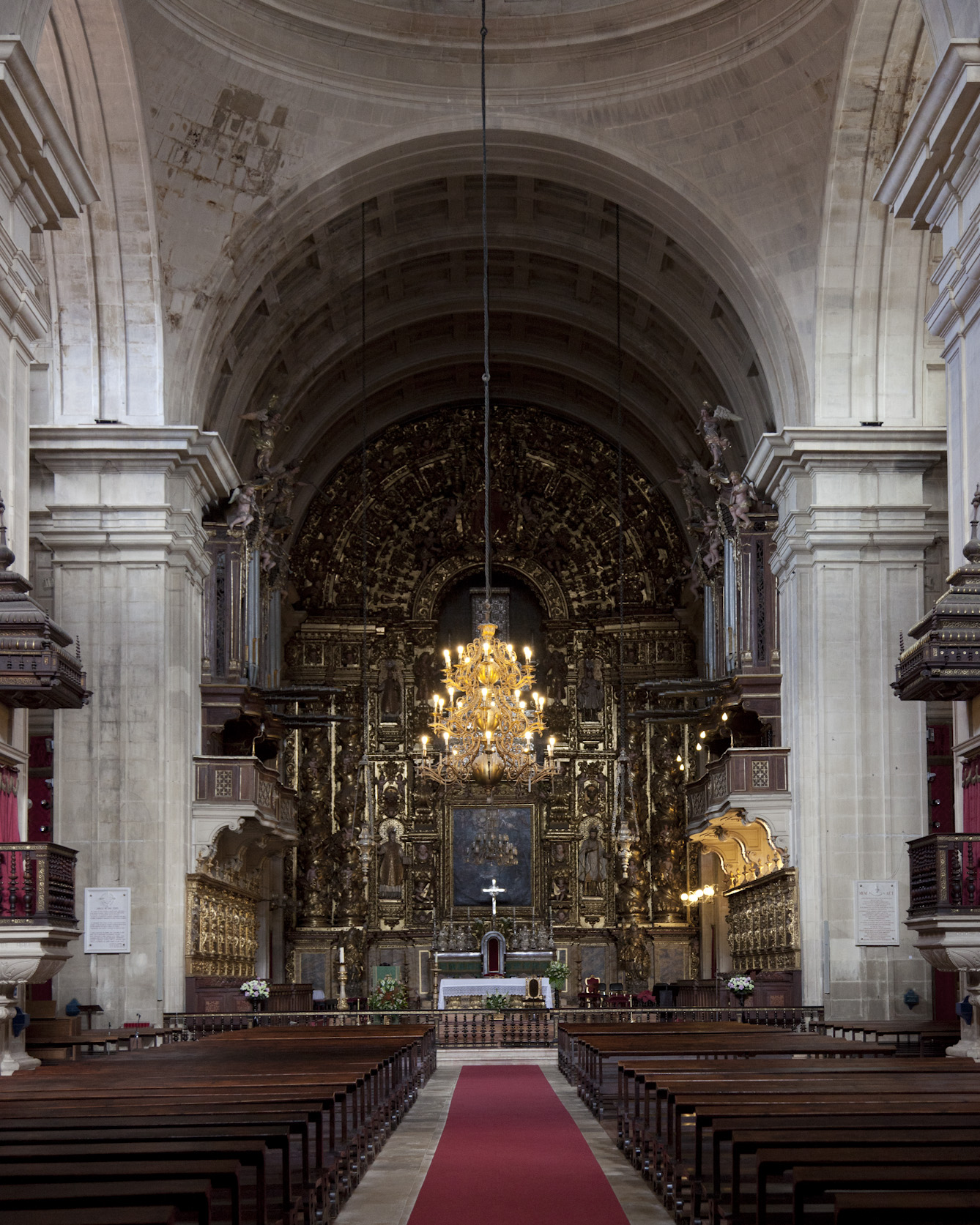
Capela-mor
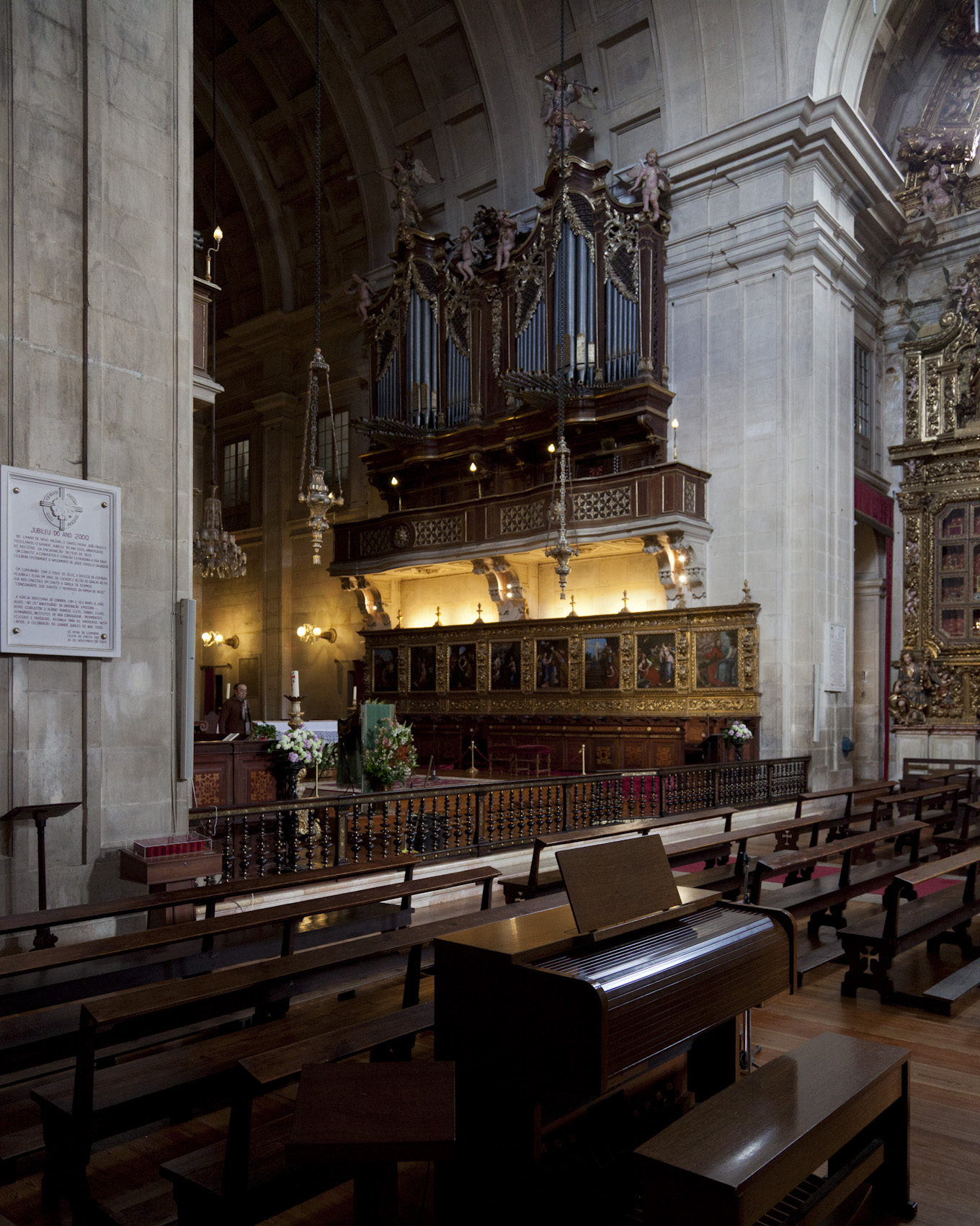
Capela-mor
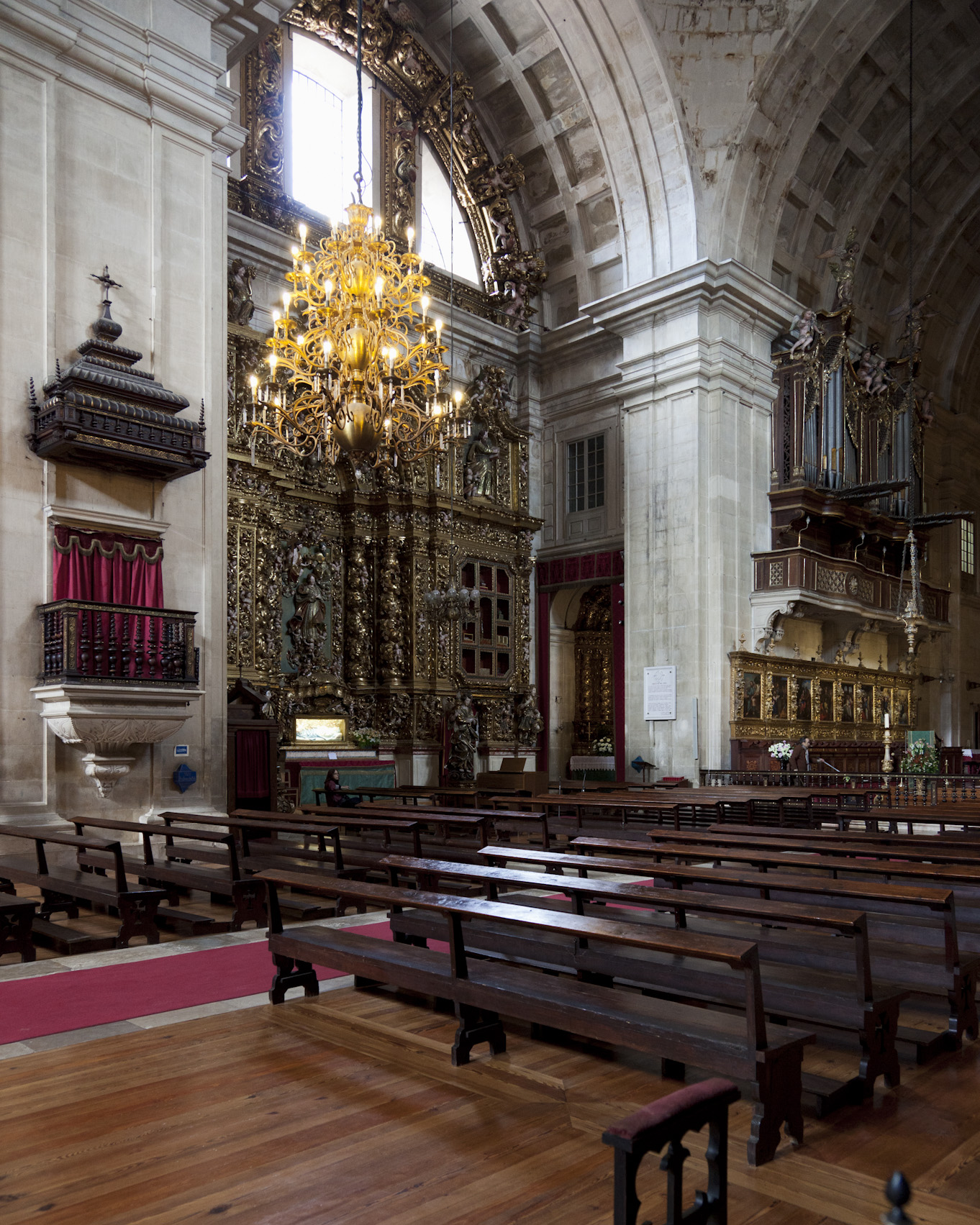
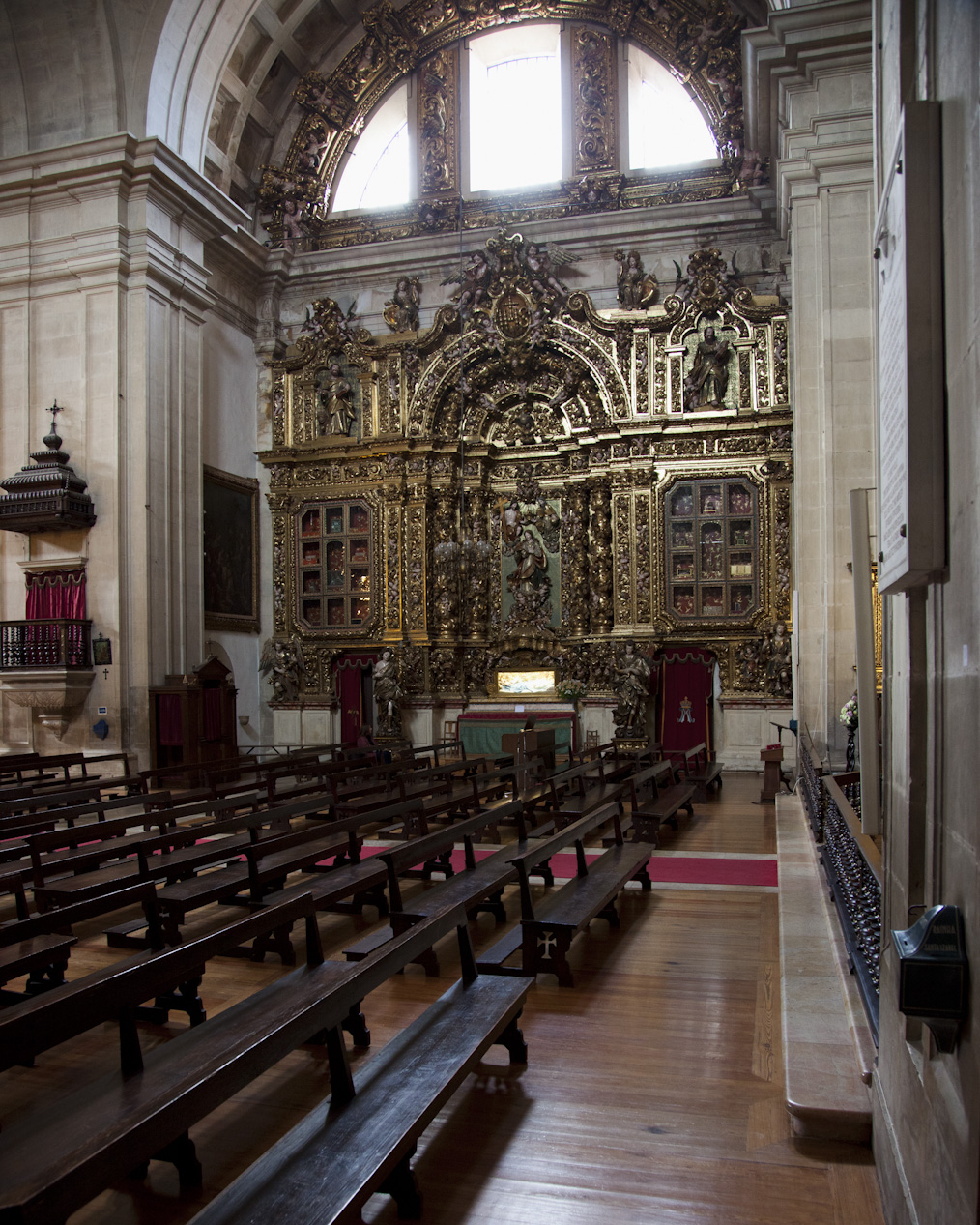
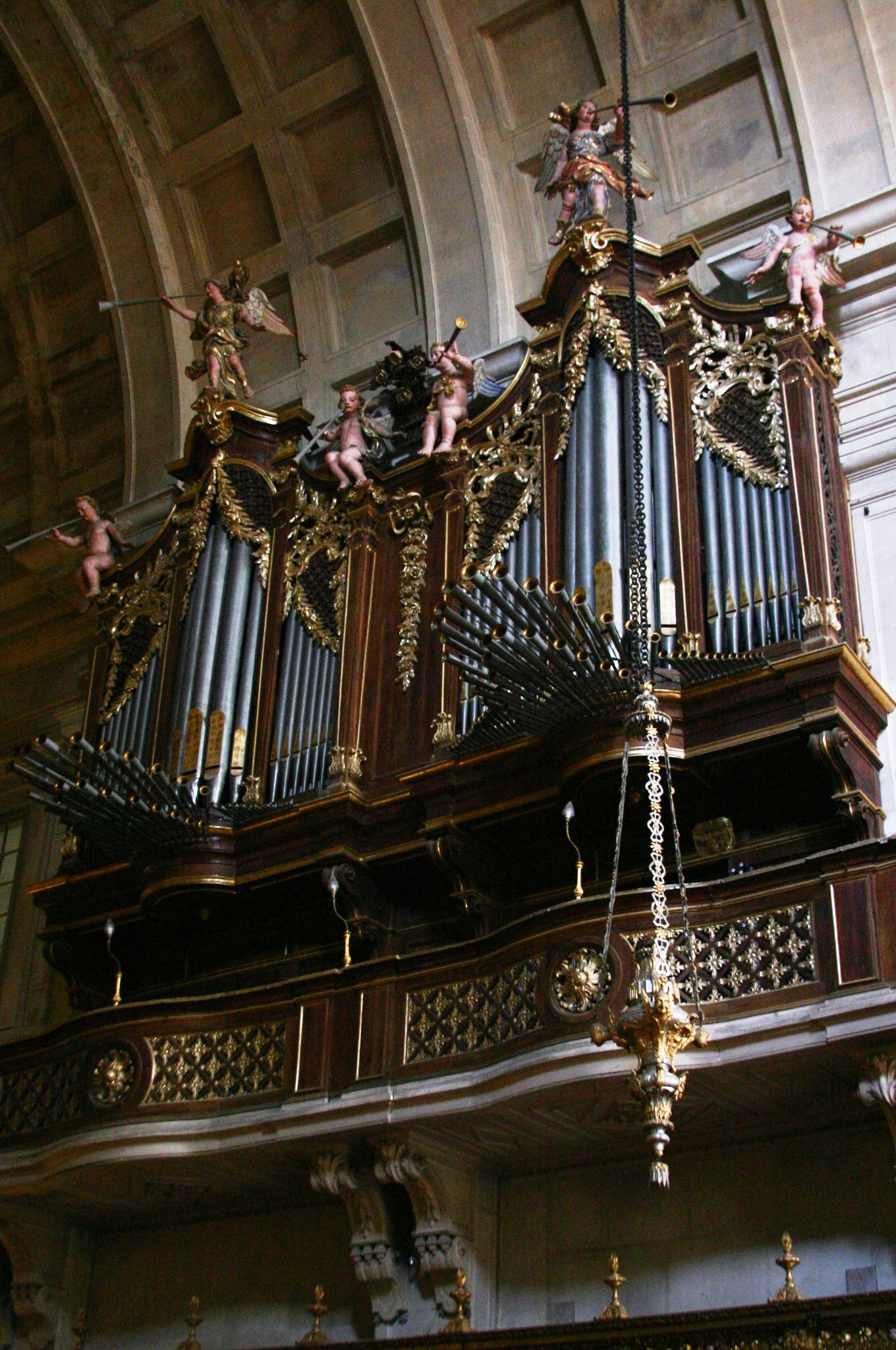
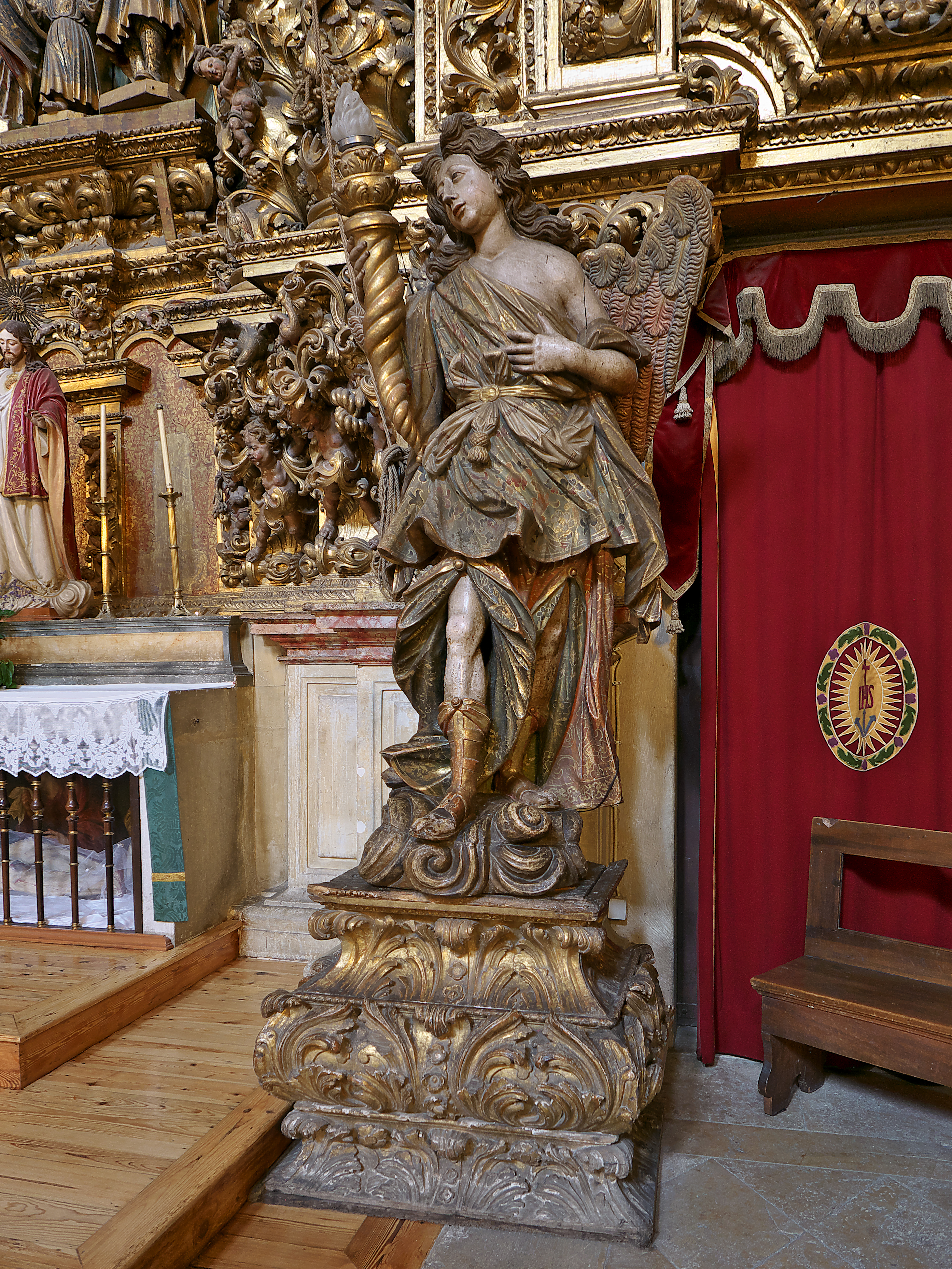